# Валкенбюрг-ан-де-Гел
Валкенбюрг-ан-де-Гел (нід. Valkenburg aan de Geul) — муніципалітет та місто у південно-східній частині Нідерландів, у провінції Лімбург. Назва міста походить від найменування центру муніципалітету Валкенбурга і річки, яка протікає про його території — Гел (нід. Guel). Місто є туристичним центром з багатьма пам'ятками.

## Історія

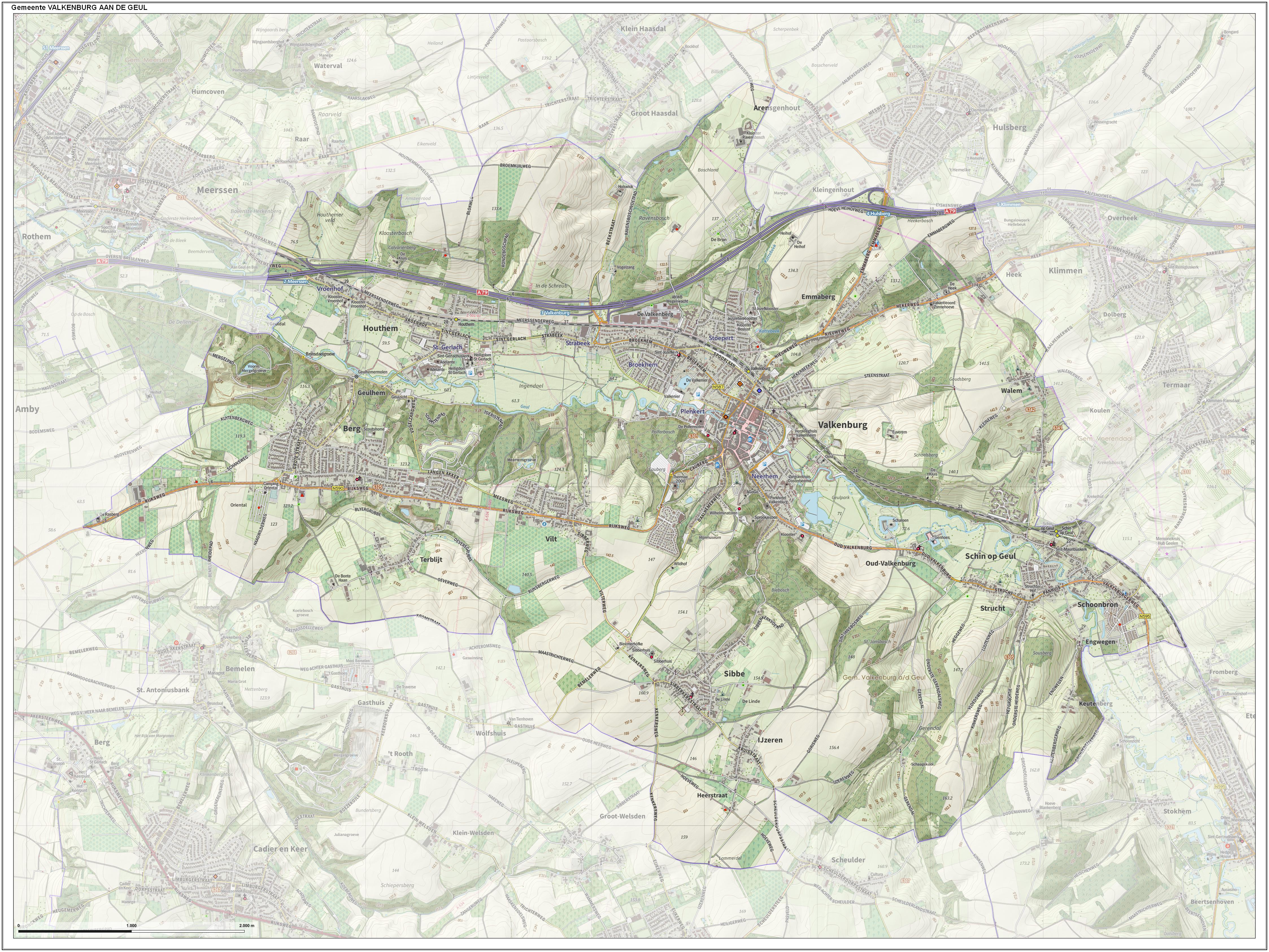
Голландська топографічна карта муніципалітету Валкенбюрг-ан-де-Геля